# Kaksoset (ö i Norra Karelen, Joensuu)
Kaksoset är en ö i Finland. Den ligger i sjön Höytiäinen och i kommunen Kontiolax i den ekonomiska regionen  Joensuu ekonomiska region  och landskapet Norra Karelen, i den sydöstra delen av landet, 400 km nordost om huvudstaden Helsingfors. Öns största längd är 90 meter i sydöst-nordvästlig riktning.